# Liste des personnages de Beverly Hills 90210
 (août 2018).
Si vous disposez d'ouvrages ou d'articles de référence ou si vous connaissez des sites web de qualité traitant du thème abordé ici, merci de compléter l'article en donnant les références utiles à sa vérifiabilité et en les liant à la section « Notes et références ».

## Distribution
Sont considérés comme personnages principaux ceux qui sont mentionnés dans le générique du feuilleton lors des saisons indiquées (crédités en tant que vedettes). Le tableau prend en compte leurs ordres d'arrivés dans la série, et leurs ordres d'apparition au générique.
| Personnage       | Acteur/actrice         | Saisons | Saisons | Saisons | Saisons                | Saisons   | Saisons   | Saisons | Saisons | Saisons   | Saisons |
| Personnage       | Acteur/actrice         | 1       | 2       | 3       | 4                      | 5         | 6         | 7       | 8       | 9         | 10      |
| Brandon Walsh    | Jason Priestley        |         |         |         |                        |           |           |         |         | 9.01-9.05 | 10.27   |
| Brenda Walsh     | Shannen Doherty        |         |         |         |                        |           |           |         |         |           |         |
| Kelly Taylor     | Jennie Garth           |         |         |         |                        |           |           |         |         |           |         |
| Steve Sanders    | Ian Ziering            |         |         |         |                        |           |           |         |         |           |         |
| Andrea Zuckerman | Gabrielle Carteris     |         |         |         |                        |           | 6.31-6.32 |         | 8.27    |           | 10.27   |
| Dylan McKay      | Luke Perry             |         |         |         |                        |           | 6.01-6.10 |         |         |           |         |
| David Silver     | Brian Austin Green     |         |         |         |                        |           |           |         |         |           |         |
| Scott Scanlon    | Douglas Emerson        |         |         |         |                        |           |           |         |         |           |         |
| Donna Martin     | Tori Spelling          |         |         |         |                        |           |           |         |         |           |         |
| Cindy Walsh      | Carol Potter           |         |         |         |                        |           | 6.31      |         | 8.32    |           |         |
| Jim Walsh        | James Eckhouse         |         |         |         |                        |           | 6.31      | 7.24    | 8.32    |           |         |
| Nat Bussichio    | Joe E. Tata            |         |         |         |                        |           |           |         |         |           |         |
| Jesse Vasquez    | Mark Damon Espinoza    |         |         |         |                        |           |           |         |         |           |         |
| Clare Arnold     | Kathleen Robertson     |         |         |         | 4.22, 4.27-29, 4.31-32 | 5.01-5.32 |           |         |         |           |         |
| Valerie Malone   | Tiffani-Amber Thiessen |         |         |         |                        |           |           |         |         | 9.01-9.07 | 10.27   |
| Ray Pruit        | Jamie Walters          |         |         |         |                        |           |           | 7.10    |         |           |         |
| Carly Reynolds   | Hilary Swank           |         |         |         |                        |           |           |         |         |           |         |
| Noah Hunter      | Vincent Young          |         |         |         |                        |           |           |         |         |           |         |
| Janet Sosna      | Lindsay Price          |         |         |         |                        |           |           |         |         |           |         |
| Matt Durning     | Daniel Cosgrove        |         |         |         |                        |           |           |         |         |           |         |
| Gina Kincaid     | Vanessa Marcil         |         |         |         |                        |           |           |         |         |           |         |

- Principal(e)
- Récurrent(e)
- Invité(e) spécial(e)
- Absent(e)

## Personnages principaux
Cet article récapitule les personnages de la série télévisée Beverly Hills 90210 :

### Brenda Walsh (saison 1 à 4)
- Motif du départ : Shannen Doherty aurait été poussée vers la sortie pour son comportement jugé inacceptable. La jeune femme arrivait fréquemment en retard et s'était brouillée avec une bonne partie de la distribution, notamment Tori Spelling et Jennie Garth.
- Ressort scénaristique : Brenda quitte Beverly Hills après avoir été acceptée à l'Académie Royale d'Art Dramatique à Londres.

### Steve Sanders (saison 1 à 10)
Steve Sanders est un enfant riche, léger et effronté. Bien que irresponsable, il commence à révéler un côté plus mature de sa personnalité grâce à son amitié avec Brandon Walsh Tout au long de la série, il est impliqué dans plusieurs escroqueries et activités imprudentes, de l’obtention d’une « clé d’héritage » de l’école aux fêtes dans des maisons louées, à la création du club After Dark dans la saison 5, à de nombreuses cascades de fraternité. Steve a eu une relation amoureuse avec Clare Arnold dans les saisons 6 et 7, mais ils ont rompu après qu’elle ait déménagé en France. Avec l’aide de son père, il finit par acheter et diriger son propre journal , d’abord avec Brandon, puis avec une femme nommée Janet Sosna. Dans la saison 10, il a épousé Janet et ils ont eu un enfant. Par la suite, ils ont vendu le Beverly Beat et ont décidé de créer une nouvelle entreprise de presse.

### Andrea Zuckerman (saison 1 à 5, invitée saison 6, 8, et 10)
- Motif du départ : Gabrielle Carteris a quitté la série pour se consacrer à l'animation d'un Talk Show quotidien qui a duré moins d'un an.
- Ressort scénaristique : Andrea décide de se faire transférer à Yale pour entrer dans leur programme pré-médical.

### Dylan Mckay (saisons 1 à 6, 9 à 10)
- Motif du départ : Luke Perry a quitté la série afin de se consacrer à sur grand écran.
- Ressort scénaristique : Dylan part à Londres retrouver Brenda Walsh.

### David Silver (saison 1 à 10)
David Silver a toujours voulu faire partie des populaires. Au cours de la saison 1, David et son meilleur ami, Scott Scanlon, ont passé des heures à essayer d’être perçus comme cool par les autres, David réussit dès la première saison, mais Scott a été laissé pour compte. Il semblait être au sommet de sa vie en prenant des cours supplémentaires pour obtenir son diplôme avec le gang, en sortant avec Donna, en travaillant comme DJ à l’école et en essayant d’avoir une vie sociale. Quand Scott s’est accidentellement suicidé, ce fut un coup dur pour David et une source d’immense culpabilité face à l’état dans lequel leur amitié s’est terminée. Après que son père Mel et la mère de Kelly, Jackie, se soient mariés et aient accueilli leur demi-sœur Erin, David faisait pleinement partie du gang. Après des débuts difficiles, Kelly et David sont finalement proches, chacun aidant l’autre à résoudre leurs problèmes de drogue respectifs. David est particulièrement protecteur envers Kelly pendant sa lutte contre la dépendance, menaçant de battre son petit ami de l’époque, Colin, s’il entend parler de lui donnant à nouveau de la drogue. Sa relation avec Donna a connu plusieurs ruptures et réconciliations et il a eu une vie romantique active pendant ses années d’université qui comprenait tout le monde, de Claire Arnold à Valerie Malone et de nombreux autres personnages invités. Il a trompé Donna plus d’une fois et elle a perdu sa virginité avec lui dans le final de la saison 7, où le gang obtient son diplôme universitaire. Il s’est débarrassé de sa dépendance à la drogue et a réussi à éviter de devenir alcoolique. Le club s’est mal comporté sous sa direction et il a découvert qu’il souffrait d’une forme légère mais dangereuse de dépression dont souffrait sa mère, qu’il a réussi à gérer grâce à une thérapie et à la réduction de sa consommation d’alcool. Dans les dernières saisons, après une brève carrière musicale où il a eu une chanson à succès, mais a abandonné avec dégoût quand il a appris que cela ne s’est produit qu’à cause des gains des maisons de disques. Il a également animé une émission de radio diffusée depuis le Peach Pit. Il est sorti avec Sophie, puis Gina, puis Camille, et a finalement retrouvé Donna, qu’il a épousée dans le final de la série. Dans la nouvelle série Beverly Hills : Nouvelle Génération, Donna révèle qu’elle et David se sont séparés peu de temps après la naissance de leur fille alors qu’ils vivaient au Japon, mais il lui envoie une carte disant « Je pense à toi ». On ne sait pas ce qui se passera après son départ.

### Scott Scanlon (saison 1 et 2)
Scott Scanlon est le meilleur ami ringard de David. Au début, ils ne sont pas populaires parmi le groupe, mais à partir de la saison 2, alors que David fait partie du groupe, Scott devient progressivement un étranger pour lui car David passe moins de temps avec lui. Le seul moment où David passe du temps avec Scott dans la saison 2, c’est quand David quitte une fête d’Halloween pour aller parler du « bon vieux temps » avec lui. Au cours de la saison 2, Scott développe une étrange fascination pour les armes à feu et la musique country après avoir passé l’été chez ses grands-parents à Oklahoma. Fascination de Scott sur les armes à feu finit par le tuer accidentellement lorsqu’il en fait tourner une sur son doigt et qu’elle se décharge sur lui lors de son anniversaire devant David. Ses derniers mots ont été : « Regarde ça. » De plus, dans cet épisode, il est révélé que Scott avait une petite amie de cinquième année nommée Denise. Mais après la mort de Scott remplie de remords pour la façon dont elle l’a traité, Denise admet à Donna lors d’une cérémonie en la mémoire de Scott sur le campus deux jours après la tragédie. Le groupe enterre une capsule temporelle à la mémoire de Scott à la fin de l’épisode. Quelque temps plus tard dans la saison 3, David et Donna aident sa jeune sœur Sue à dénoncer son oncle qui abuser d-elle. Bien que cela n’ait jamais été déclaré explicitement, Sue a suggéré que Scott avait peut-être été agressé.
- Motif du départ : Douglas Emerson a quitté la série pour reprendre des études à l'université de Pepperdine.
- Ressort scénaristique : Scott se tue accidentellement avec une arme à feu le jour de son anniversaire.

### Jim (saison 1 à 5, invité saison 6 à 8) et Cindy Walsh (saison 1 à 5, invitée saison 6 et 8)
Jim et Cindy Walsh sont les parents de Brandon et Brenda. Au cours des cinq premières saisons, ils ont été la principale source de stabilité et de conseils de Brenda et Brandon. Ils gardent toujours une porte ouverte et une place à leur table pour ceux qui pourraient en avoir besoin. La maison des Walsh est souvent utilisée pour les fêtes et les célébrations (comme le mariage de Mel et Jackie). Cindy, terre-à-terre, est une mère aimante et sympathique pour ses enfants, mais aussi pour les amis de ses enfants, en particulier Dylan et Kelly. En tant que couple, ils sont stables, mais pas sans problèmes (Jim et Cindy sont tous deux tentés d’avoir des relations extra-conjugales dans la première saison). Bien que Jim ait un sens aigu de la moralité, il est très engagé dans son travail et loyal envers ses employeurs, à tel point qu’il se trouve en désaccord avec Brandon, qui défend souvent des causes importantes pour lui, même au détriment des intérêts commerciaux de son père. Jim est également gestionnaire de fonds et gestionnaire d’affaires de Dylan par intermittence, malgré les relations difficiles entre les deux, souvent à cause de la relation de Dylan et Brenda. Après une intrigue où Jim a reçu une promotion et une énorme augmentation en échange de son déménagement avec Cindy dans les bureaux de la société à Cutro à Hong Kong.

#### Carol Potter
- Motif du départ : Carol Potter a quitté la série afin de retourner à l'école et obtenir une licence en thérapie conjugale et familiale.
- Ressort scénaristique : Cindy a suivi son mari lors de sa mutation à Hong Kong.

#### James Eckhouse
- Motif du départ : /
- Ressort scénaristique : Jim a été muté à Hong Kong.

### Nat Bussichio (saison 6 à 10, récurrent 1 à 5)
Nat Bussichio est un ancien acteur hollywoodien qui est le patron de Brandon et le propriétaire du Peach Pit, un restaurant de style années 50 où le groupe se réunit. Il sert souvent de conseiller au groupe, en particulier après que Jim et Cindy Walsh aient quitté Beverly Hills. Il vient souvent à la rescousse du groupe. Il est également entraîneur de baseball dans une Petite Ligue dans un quartier pauvre. Dans la saison 4, il est révélé que Nat a un frère, Joey, qui aide Brandon à gérer le Peach Pit pendant que Nat se remet d’une crise cardiaque et d’une intervention chirurgicale. Joey et Jim Walsh décident que le Peach Pit devrait être vendu en raison de l’état de Nat, mais Brandon proteste, sachant que cela le tuerait. Le problème est résolu lorsque Dylan achète le Peach Pit, devenant le partenaire commercial de Nat. Au cours de la sixième saison, Nat ayant ravivé une romance avec son ancienne petite amie, Joan Diamond, qu’il n’avait pas vue depuis plus de deux décennies. Joan est tombée enceinte, et elle et Nat se sont fiancés. Elle a accouché au milieu de la cérémonie de mariage et, à l’hôpital, a insisté pour compléter les vœux de mariage avant d’entrer dans la salle d’accouchement. Elle a donné naissance à un garçon nommé Frankie.
Nat a également escorté Donna Martin dans l’allée lors de son mariage avec David Silver dans le final de la série. Le père de Donna, le Dr John Martin, est décédé d’un accident vasculaire cérébral au milieu de la dernière saison de la série. Dans 90210 Beverly Hills : Nouvelle Génération, il revient en tant que patron de Dixon Wilson.

### Jesse Vasquez (saison 5, récurrent saison 4)
Jesse Vasquez travaillait comme barman lors d’un événement chic organisé par les parents de, Dan. Jesse et Andrea ont immédiatement eu des sentiments l'un pour l'autre et elle a rapidement quitté Dan et a commencé à sortir avec Jesse, tombant plus tard enceinte de son enfant et acceptant finalement la demande en mariage de Jesse avant d’accueillir leur fille Hannah. Dans la saison 5, Jesse continue de travailler comme barman et de planifier son avenir juridique, mais le mariage rencontre des problèmes (certains d’entre eux liés à l’argent et au stress, et d’autres au fait que Jesse est catholique et Andrea est juive) et il finit par avouer à Andrea que tout comme elle l’a fait. Il a eu une aventure avec quelqu’un d’autre. Ils se sont réconciliés  plus tard dans la saison lorsque Jesse a utilisé son expérience en tant que diplômé de l’Université de Yale pour y faire rentrer Andrea et trouver un stage à proximité. Jesse n’a pas été vu dans la série après cela, et dans la saison 8, Andrea a eu une dispute téléphonique en colère avec lui avant d’admettre plus tard à Brandon que leur mariage était brisé et qu’ils commençaient le processus de divorce.
- Motif du départ : /
- Ressort scénaristique : Jesse trouve un stage à proximité de Yale.

### Clare Arnold (saison 6 et 7, récurrente saison 4 et 5)
Clare Arnold a rencontré le groupe alors qu’elle était en dernière année de lycée et qu’ils étaient en première année d’université. Elle est connue pour son QI élevé et pour être la fille un peu sauvage d’un riche diplomate et chancelier de l'université. Elle est apparue pour la première fois au milieu de la saison 4 lorsqu’elle a poursuivi Brandon de manière agressive, mais sans succès, alors qu’elle était encore lycéenne et qu’il était à l’université. Dans la saison 5, elle est devenue la colocataire de Kelly et Donna dans l’appartement de la plage et a commencé sa première année d’université. Au début, elle était une mauvaise fille, mais elle a fini par mûrir et est devenue une partie intégrante du groupe. Elle a eu une relation amoureuse avec David dans la saison 5 et Steve dans les saisons 6 et 7, devenant la première fille à clouer les pieds de Steve au sol. Les deux ont failli emménager ensemble, mais la relation s’est effondrée en raison de la colère de Clare contre la rupture de la mère de Steve et son père. Diplômée un an plus tôt, Clare a rapidement reçu une offre pour fréquenter une école supérieure exclusive en France et le couple s’est séparé à contrecœur pour de bon après l’obtention de leur diplôme.
- Motif du départ : /
- Ressort scénaristique : Clare accepte une offre afin d'aller faire des études supérieurs en France.

### Valerie Malone (saisons 5 à 9, invitée saison 10)
Valerie Malone est une amie de la famille Walsh et donc la «cousine» de Brandon et Brenda. Valerie prendra comme ennemie numéro un la blonde Kelly Taylor. Peste machiavélique, cupide, prête à tout pour obtenir ce qu'elle veut, la sulfureuse brune incarnée par Tiffani Amber-Thiessen enchaînera les histoires d'amours douteuses, les tromperies et les sales coups avant de se mettre à dos la bande de copains.

### Ray Pruit (saison 5 et 6, invité saison 7)
Ray Pruit est un musicien talentueux au tempérament violent que Donna a rencontré alors qu’elle faisait des interviews pour l'université. Elle sortait avec Griffin à l’époque, mais est rapidement tombée amoureuse de Ray et a abandonné Griffin pour Ray à Halloween. Les antécédents de Ray ont conduit la mère de Donna à se méfier de lui et à essayer de briser leur couple. Plus tard, Ray est devenu de plus en plus violent envers Donna, culminant avec deux incidents horribles quand il l’a poussée contre un mur dans l’Oregon et l’a renversée dans un escalier à Palm Springs. Donna a pardonné cette violence, mais a rompu avec lui quand elle a appris qu’il l’avait trompée avec Valerie et Ray l’a presque attaquée à nouveau avant que Joe Bradley ne la défende. Ray a ensuite porté plainte contre Joe, Ray à ensuite admis à la barre qu’il essayait de la blesser et ses excuser auprès de Donna avant de quitter Los Angeles. Ray est revenu à la fin de la saison 6 lorsque la société vidéo pour laquelle Donna et David travaillaient leur a assigné pour faire sa vidéo. Donna était terrifiée par lui, mais a rapidement rencontré sa nouvelle fiancée et a appris qu’il était en thérapie pour faire face à ses problèmes de colère, et ils se sont séparés en bons termes. Ray a fait une apparition dans la saison 7, appelé par le groupe lorsque David a eu une panne à Las Vegas, et les a critiqués pour ne pas être intervenu et l’avoir aidé pendant sa descente aux enfers.
- Motif du départ : /
- Ressort scénaristique : Ray quitte Los Angeles après son procès pour violence conjugale envers Donna.

### Carly Reynolds (saison 8)
Carly Reynolds était une serveuse et une mère célibataire qui a eu une premières rencontres hostiles avec Steve Sanders. Plus tard, elle a accepté son aide pour trouver un emploi au Peach Pit, et peu de temps après, elle s’est rendu compte qu’il était un gars gentil qui était bon avec son fils. Ils ont commencé à sortir ensemble et tout allait bien jusqu’au milieu de la saison lorsque le père de Carly a subi une crise cardiaque dans sa ville natale du Montana, et Carly a décidé qu’elle devait quitter Los Angeles pour être avec lui. Ils ont rompu et Steve a eu le cœur brisé pendant un certain temps, bien qu’il ait décidé plus tard qu’il l’aurait rejointe dans le Montana s’il était vraiment amoureux d’elle.
- Motif du départ : La production la licencie après seulement seize épisodes pour raisons créatives.
- Ressort scénaristique : Carly par auprès de son père dans le Montana après que ce dernier ait fait une crise cardiaque.

### Noah Hunter (saison 8 à 10)
Noah Hunter a rencontré le groupe pendant leurs vacances à Hawaï. Il était à l’origine amoureux de Valérie, qui l’aimait mais a supposé qu’il était un pauvre travailleur de bateau, et il a rompu avec elle quand il a découvert qu’elle sortait aussi avec un homme riche. Il a été révélé plus tard que sa famille était très riche, et il a utilisé son argent pour racheter le Peach Pit After Dark, à peu près au même moment où il a commencé à sortir avec Donna. Il n’était pas proche de son père malheureux et bourreau de travail, qui a révélé que l’entreprise familiale, Hunter Oil & Chemical, était en faillite en raison des nombreuses années de mauvaise gestion et de sous-paiement des impôts fédéraux et des impôts sur le revenu des sociétés du père de Noah. Son père s’est suicidé, incapable de supporter l’idée de vivre dans la pauvreté ou d’aller en prison pour évasion fiscale. Après cela, l’IRS a ensuite confisqué tous les actifs de sa famille et a laissé sa mère veuve dans le dénuement. Ayant tout perdu sauf le club, Noah a sombré dans une dépression en état d’ébriété qui a conduit à des accusations de conduite imprudente et à d’autres actes qui lui ont presque coûté l’amour de Donna, avant de se soigner et de se concentrer sur la gestion du club. On a supposé qu’il était allé à Harvard, mais dans la saison 10, il a admis que son acceptation avait été retirée après avoir conduit en état d'ivresse et eu un accident où sa petite amie a été tuée, n’échappent à la prison qu’à cause des relations de son père. Noah et Donna ont mis fin à leur relation pour de bon après cela, et il a recommencé à boire jusqu’à ce qu’il soit kidnappé et presque tué. Il ensuite engager dans les AA est tombait amoureux d’une jeune mère célibataire en difficulté qu’il a rencontrée là-bas.

### Janet Sosna (saison 8 à 10)
Janet Sosna a rejoint le Beverly Beat en tant que nouvelle rédactrice en chef après le mariage de son prédécesseur et son départ sans préavis. Elle tomba amoureuse de Steve dès le début, mais il pensait qu’elle était trop conservatrice et l’a ignorée lors de leur premier rendez-vous désastreux à la réunion de 5 ans de West Beverly. Elle a ignoré les supplications de Steve jusqu’à ce qu’ils commencent à coucher ensemble, puis a transformé le Beat en tabloïd, et ont plus tard commencé à sortir ensemble, même si les parents de Janet l’ont coupée parce qu’elle était avec un homme non japonais. Janet a appris qu’elle était enceinte et a refusé d’être avec Steve au début, mais il l’a conquise et elle a accepté sa demande en mariage. Leur fille Madeline est née après une lutte prolongée autour de Thanksgiving, et Steve a ensuite ramené les parents de Janet dans leur vie. Vers la fin de la série, un investisseur basé à New York a racheté le Beat pour 750 000 $, Steve se retirant tandis que Janet assumait des tâches éditoriales qui la laissaient épuisée et loin de sa famille; elle accepta volontiers le plan de Steve selon lequel ils prendraient leur manne et l’utiliseraient pour créer et gérer conjointement une nouvelle publication.

### Matt Durning (saison 9 et 10)
Matt Durning est un avocat qui est devenu juriste pour divers problèmes avec le groupe, y compris le meurtre de légitime défense de Valérie de son père molestant, la conduite en état d'ivresse de Noah et l’accusation de viol de David. Bien que lui et Donna s’intéressaient l’un à l’autre alors qu’elle était dégoûtée par le comportement de Noah, leurs retrouvailles ont tourné son attention vers Kelly, et ils ont commencé à coucher ensemble alors qu’elle se remettait du départ de Brandon. Matt avait un secret, cependant: sa femme avait été dans une institution à New York en raison d’une maladie mentale grave, et plus tard a trouvé des médicaments qui l’ont suffisamment aidée pour qu’elle puisse se rendre à Los Angeles pour être avec lui. Kelly a rompu avec lui, plus tard, et la femme de Matt lui a dit qu’elle l’aimait mais qu’elle allait divorcer pour qu’il puisse avoir une vie avec Kelly. Lui et Kelly se sont ensuite réunis, mais Matt a quitté Kelly après son aventure d’un soir avec Dylan et ensuite en ne sachant pas au début que Kelly avait été violée. Il a obtenu qu’une accusation d’armes contre elle ait été rejetée après qu’elle ait tiré et tué le violeur en état de légitime défense, et ils se sont éloignés pendant un certain temps, jusqu’à ce que le traitement par Matt d’un appel de la peine de mort les aide à se réunir. Matt et Dylan avaient une rivalité presque hostile sur leur amour commun pour Kelly, Matt demandant Kelly en mariage avec succès, mais ayant également de sérieuses difficultés professionnelles. Matt avait prévu de déménager à Seattle, mais lorsque son frère est mort dans un accident de voiture, Matt a déménagé à New York à la place, rompant avec Kelly, et admettant qu’il voyait que le lien entre elle et Dylan était réel.

### Gina Kincaid (saison 9 et 10)
Gina Kincaid est une ancienne championne de patinage sur glace avec une mauvaise attitude et un passé injustement traumatisant qui a été licenciée de son poste de spectacle sur glace et est restée avec sa cousine Donna. Les manières manipulatrices de Gina ont fait d’elle la nouvelle ennemie de Kelly, et ont également creusé un fossé entre Donna et Noah. Gina et Dylan ont rapidement commencé une relation, mais les attentions de Dylan envers Kelly ont mis Gina en colère et désemparée. Gina en voulait à Donna à cause de la richesse des Martin, alors qu’elle a grandi dans la pauvreté avec sa mère. Elle a également souffert de boulimie et s’est liée à David Silver pour l’aider à surmonter ses problèmes. Ils sont sortis ensemble brièvement après que Gina en ait eu assez que Dylan la traite comme un ornement, mais David a mis fin aux choses avec elle parce qu’elle était toujours accrochée à Dylan. Elle plus tard été stupéfaite d’apprendre que le père de Donna était en fait son père, ayant eu une aventure avec sa mère. Le Dr Martin a essayé de créer des liens avec elle et ils ont fait des progrès, jusqu’à ce qu’il meure d’un accident vasculaire cérébral. Elle avait prévu de quitter la ville avec Dylan, avant que ses mots forts aux funérailles ne la conduisent finalement à être acceptée par Donna et Felice, et elle n’a été ni surprise ni très blessée lorsque Dylan a abandonné leurs projets de voyage. Il a été révélé plus tard que Gina avait trouvé un nouveau succès professionnel après avoir quitté Los Angeles, travaillant comme commentatrice de patinage.

## Source
- Cet article est partiellement ou en totalité issu de l'article intitulé « Andrea Zuckerman » (voir la liste des auteurs).